# L'Écharpe
L'Écharpe est une chanson de Maurice Fanon. Il l'enregistre en 1963, après avoir divorcé de Pia Colombo.

## Historique
La chanson rencontre un grand succès et de nombreux interprètes la reprennent : outre Pia Colombo, Cora Vaucaire,, Catherine Sauvage, Félix Leclerc,, Hervé Vilard,, etc., l'enregistrent et la chantent sur scène.